# Hugh McCulloch
Hugh McCulloch, född 7 december 1808 i Kennebunk, Massachusetts (nuvarande Maine), USA, död 24 maj 1895 i Prince George's County, Maryland, var en amerikansk republikansk politiker.
McCulloch avlade grundexamen vid Bowdoin College och studerade därefter juridik. Han inledde 1833 sin karriär som advokat i Fort Wayne, Indiana.
Han tjänstgjorde som USA:s finansminister två gånger, första gången under presidenterna Abraham Lincoln och Andrew Johnson 1865-1869 och andra gången under Chester A. Arthur 1884-1885.
McCulloch blev finansminister första gången i en tid då inflationen efter amerikanska inbördeskriget var hög och som svar förespråkande han en återkomst till guldmyntfoten. Hans kamp mot sedlar var impopulär under rekonstruktionstiden. McCulloch förde en politik som syftade på minskningen av krigsskulden och ett varsamt återinförande av den federala beskattningen i sydstaterna.
På 1880-talet handlade debatten om myntfot om valet mellan guldmyntfoten och silvermyntfoten. McCulloch förespråkade igen guld och ville helt och hållet bli av med silvermyntfoten.
McCulloch dog i sitt hem Holly Hill och han är begravd på Rock Creek Cemetery i Washington, D.C.